# Preztige - EP 2009
Preztige EP (en ruso: 'Преzтиж EP') es un EP realizado por la banda de San Petersburgo, Preztige.

EP editado para anticipar el lanzamiento del álbum debut de la banda. Contiene 3 pistas y fue dado a conocer a principios de 2009.

## Lista de temas
1. “Психическая” - Psijicheskaya (Psíquico) - 03:03
2. “Вместо” - Vmesto (en vez de) - 03:46
3. “Н.Т.С.М.” - N.T.S.M. - 04:10